# 宗義蕃
宗 義蕃（そう よししげ/よしあり）は、対馬国府中藩9代藩主。通称、主水（もんど）。

## 生涯
享保2年（1717年）7月25日、第6代藩主・宗義誠（旧名:氏江方誠）の次男として生まれる。。享保15年（1730年）に父が死去した後はその弟である方熈が第7代藩主となっていた。翌享保16年（1731年）5月に、長兄の義如がその方熈の養嗣子（跡取り）となったため、その弟である浅之允が氏江家の後継者となる。更に翌年の享保17年（1732年）に義如が第8代藩主となり、その後浅之允も元服時に義如から偏諱を賜って氏江如苗（ゆきなり）と称した。元文4年（1739年）7月、義如により家老に任じられる。宝暦2年（1752年）、義如が死去したため、その養子として家督を継ぎ、第9代藩主となる。4月に従四位下、侍従・対馬守に叙位・任官され、5月に正式に宗姓に復して名も義蕃と改めた。
宝暦12年（1762年）閏4月28日に家督を義如の嫡男で養子の義暢に譲って隠居したが、なおも藩の主導権を安永3年（1774年）5月まで握り続けた。安永4年（1775年）8月12日に死去した。享年59。

## 系譜
- 父：宗義誠（氏江方誠）（1692-1730）
- 母：竹、仙寿院 - 樋口真峯の娘
- 養父：宗義如（1716-1752）
- 正室：修性院 - 古川誠恒の娘
  - 長男：氏江蕃寿
  - 女子：大炊御門家孝継室
- 側室：織部 - 西山格左衛門の娘
  - 三男：蕃建暢栄
  - 四男：三浦伊織
  - 五男：平田尚則
  - 六男：内野隆年
  - 七男：高瀬常久
  - 八男：苗建斎
- 生母不明の子女
  - 次男：田島暢茂
- 養子
  - 男子：宗義暢（1741-1778） - 宗義如の三男

## 偏諱を与えた人物
義蕃時代（※｢蕃｣の読みについては｢しげ｣→｢あり｣→「しげ」と改名している。）
- 氏江蕃寿（長男、氏江氏としての嫡男）
- 高瀬蕃常（従兄弟、叔父で第7代藩主の宗方熈の次男。7男・常久の養父でもあると思われる）